# Isla Délice
Pour les articles homonymes, voir Isla.
Ne doit pas être confondu avec Isla mondial.
Isla Délice est la marque commerciale de la société Amalric, entreprise de l'industrie agroalimentaire française spécialisée dans la transformation de produits carnés halal.
La société Amalric est chef de file du secteur de la charcuterie halal avec près de 40 % de part de marché en valeur.

## Histoire

### 1990 - 2018
L'entreprise est fondée en 1990 et détenue jusqu'en 2018 par Jean-Daniel Hertzog.
Isla Délice est une des premières marques à se lancer sur le marché de la charcuterie halal en France. Après des débuts dans le réseau spécialisé, elle entre en GMS (Grandes et Moyennes Surfaces)[Quoi ?] à partir de 1997. En 1998 elle élargit son offre de produits en lançant des produits surgelés (steaks hachés, produits panés). En 2006 elle ouvre son premier site de production à Neulise (42).
En 2010 et 2011, cette société lance, à l'occasion du ramadan, une campagne d'affichage publicitaire dans laquelle est présenté des assiettes vides pendant la journée, puis des assiettes remplies de nourriture pendant la nuit, une première en France.
Fin 2012, la société voit la non-certification des produits qu'elle achète par la société AVS, cette dernière refusant toute certification aux produits de l'abatteur de volaille Celvia (groupe LDC) qui généralise l'électronarcose dans ses méthodes d'abattage,. À partir du 1er janvier 2013, les produits Isla Délice sont alors certifiés par l'Association Rituelle de la grande mosquée de Lyon (ARGML).

### Après 2018
En 2018 le groupe change de propriétaire : la famille Hertzog cède l'ensemble de ses parts au fonds d'investissement anglais Perwyn, qui a pour objectif de développer les ventes de la société en Europe. À la suite du départ de Jean-Daniel Hertzog, Eric Fauchon prend la présidence de l'entreprise et en devient le Président - Directeur Général.
En 2020 l'entreprise rachète le site de Saint-André-sur-Vieux-Jonc à la société Bell Food Group. Elle s'engage à cette occasion à reprendre les 65 salariés du site et à la suite de ce rachat investit 20 millions d'euros dans la modernisation de son outil de production.
En 2023 l'entreprise annonce le début de la commercialisation de ses produits au Royaume Uni. C'est le cinquième pays européen où l'entreprise est présente, après la France, la Belgique, l'Espagne et l'Italie.

## Activité
Les transformations agroalimentaires de marque Isla Délice sont commercialisées en France, en Belgique et en Espagne. Zaphir est la première société française à avoir proposé aux consommateurs musulmans une viande séchée comme la viande de cochon (façon bacon, façon lardon)[source insuffisante].
L'entreprise est également membre de la FEEF ( Fédération des Entreprises et des Entrepreneurs de France) et de la FICT (Fédération française des industriels charcutiers traiteurs[source insuffisante].

## Mises en cause et controverses
En mai 2018, l'organisation non gouvernementale de défense des consommateurs foodwatch interpellait en ligne la société via une pétition sur deux produits de marque Isla Délice, le Saveur'Délice goût bœuf et le Saveur'Délice goût veau, dont la liste d'ingrédients ne contenait en réalité ni bœuf, ni veau mais de la viande séparée mécaniquement de dinde (53%), de l'eau et des additifs,, dont plusieurs controversés pour leurs effets sur la santé, tels que le glutamate (E621), les diphosphates (E450) et le nitrite de sodium (E250).